# La Fureur d'un flic
Pour plus de détails, voir Fiche technique et Distribution.
La Fureur d'un flic (La mano spietata della legge) est un film italien réalisé par Mario Gariazzo, sorti en 1973.

## Synopsis
Le commissaire De Carmine (Philippe Leroy) doit enquêter sur le meurtre d'un parrain de la mafia assassiné par un tueur d'origine américaine dans un hôpital romain. Il mène son enquête sur le terrain et obtient des informations de la part de témoins qui, juste avant leurs dépositions, sont à leurs tours assassinés. Il découvre alors que la mafia obtient des informations sensibles de la part de l'un de ses collègues corrompus et cherche à découvrir qui est la taupe, tout en poursuivant son enquête.

## Fiche technique
- Titre : La Fureur d'un flic
- Titre original : La mano spietata della legge
- Réalisation : Mario Gariazzo
- Scénario : Mario Gariazzo, Fernando Di Leo[1]
- Photographie : Enrico Cortese
- Montage : Alberto Gallitti
- Musique : Stelvio Cipriani
- Décors : Antonio Visone (it)
- Costumes : Lorenzo Baraldi (it)
- Producteur : Giuseppe Rispoli
- Société(s) de production : Difnei Cinematografica
- Pays d'origine :  Italie
- Langue : Italien
- Format : Couleur
- Genre : Poliziottesco
- Durée : 95 minutes
- Dates de sortie :
  - Italie : 3 novembre 1973
  - France : 5 mai 1976

## Distribution
- Philippe Leroy (VF : Michel Paulin) : le commissaire Gianni De Carmine
- Silvia Monti : Linda De Carmine
- Sergio Fantoni (VF : Gérard Dessalles) : Musante
- Tony Norton : D'Amico
- Klaus Kinski : Vito Quattroni
- Fausto Tozzi (VF : Georges Atlas) : Nicolò Patrovita
- Guido Alberti : le professeur Palmieri
- Pia Giancaro : Lilly Antonelli
- Denise O'Hara (VF : Jeanine Forney) : Elsa Lutzer
- Marino Masè : Giuseppe Di Leo
- Lincoln Tate : Joe Gambino
- Cyril Cusack : le juge
- Rosario Borelli (it) (VF : Gérard Dessalles) : Salvatore Perrone
- Stelio Candelli (VF : Alain Dorval) : l'inspecteur Venturi
- Luciano Rossi (VF : Mario Santini) : l'homme de main de Quattroni qui tente de violer Lilly Antonelli

## Autour du film
- Le film a été tourné dans la ville de Rome.

## Source
- (en) Roberto Curti, Italian Crime Filmography, 1968-1980, Jefferson, McFarland, 2013, 330 p. (ISBN 978-0-7864-6976-5, lire en ligne).